# Ансјенвил
Ансјенвил (фр. Ancienville) насеље је и општина у североисточној Француској у региону Пикардија, у департману Ен (Пикардија) која припада префектури Соасон.
По подацима из 2011. године у општини је живело 77 становника, а густина насељености је износила 20,0 становника/km². Општина се простире на површини од 3,85 km². Налази се на средњој надморској висини од 132 метара (максималној 174 m, а минималној 72 m).

## Демографија
| 1962. | 1968. | 1975. | 1982. | 1990. | 1999. | 2011. |
| ----- | ----- | ----- | ----- | ----- | ----- | ----- |
| 41    | 60    | 46    | 32    | 34    | 78    | 77    |

График промене броја становника у току последњих година